# Eucalyptus diversicolor
Eucalyptus diversicolor és un Eucalyptus de la família de les Mirtàcies nadiu de les regions més humides del sud-oest d'Austràlia Occidental.

## Descripció
L'arbre creix fins als 90 metres, essent una de les més altes espècies al món. Té l'escorça blanca color crema que canvia a cafè quan madura i després la deixa desprendre. Mentre es muda l'escorça el tronc predominantment blanc adquireix una pàtina de colors des del blanc passant pel gris fins al cafè. El tronc s'estén recte sense troncs secundaris: ocasionalment un tronc bessó creix donant dos troncs del mateix diàmetre des de l'etapa del plançó. Als arbres madurs les branques només es presenten al terç de la part superior. Les fulles són verd fosques al feix i més clares al revers, i creixen fins a una longitud de 90-120 mm i 20-30 mm d'ample. Les flors apareixen en grups de set, mesurant cada flor de 18-28 mm de diàmetre. Les flors són de color crema. Floreix a la primavera i a l'estiu, i la floració és estimulada després del foc. Els fruits tenen forma de barrilet rabassut, de 7-10 mm de longitud i 10-15 mm d'ample, contenint nombroses llavors seques.

## Ecologia
El sòl sobre el qual aquesta espècie creix és sovint pobre, i l'arbre tendeix a florir després d'algun incendi per prendre avantatge dels nutrients alliberats per la combustió de la matèria vegetal del bosc. Els sòl en el que viu, tot i ser baix en alguns nutrients minoritaris, és admirat per la seva profunditat i propietats afavoridores de la pastura. La profunditat del sòl és de diversos metres i es creu que es crea primàriament per l'escorça mudada per l'arbre, la qual s'amuntega a la base del tronc fins a una profunditat per sobre de sis metres als arbres madurs. Aquest arbre sosté un ecosistema el qual està connectat als afloraments de granit del sud-oest i els molts subsegüents rierols i rius creats pels seus sortints. Generalment és dominant a les profundes valls entre els afloraments de granit prop dels rierols i rius.

## Distribució
Només creix dins zones d'alta pluviositat de la Província Botànica del Sud-oest d'Austràlia d'Austràlia Occidental. Apareix majorment a la regió biogegràfica Warren, però hi ha poblacions allunyades, de les quals la més notable és al Parc Nacional de Porongurup.

## Usos

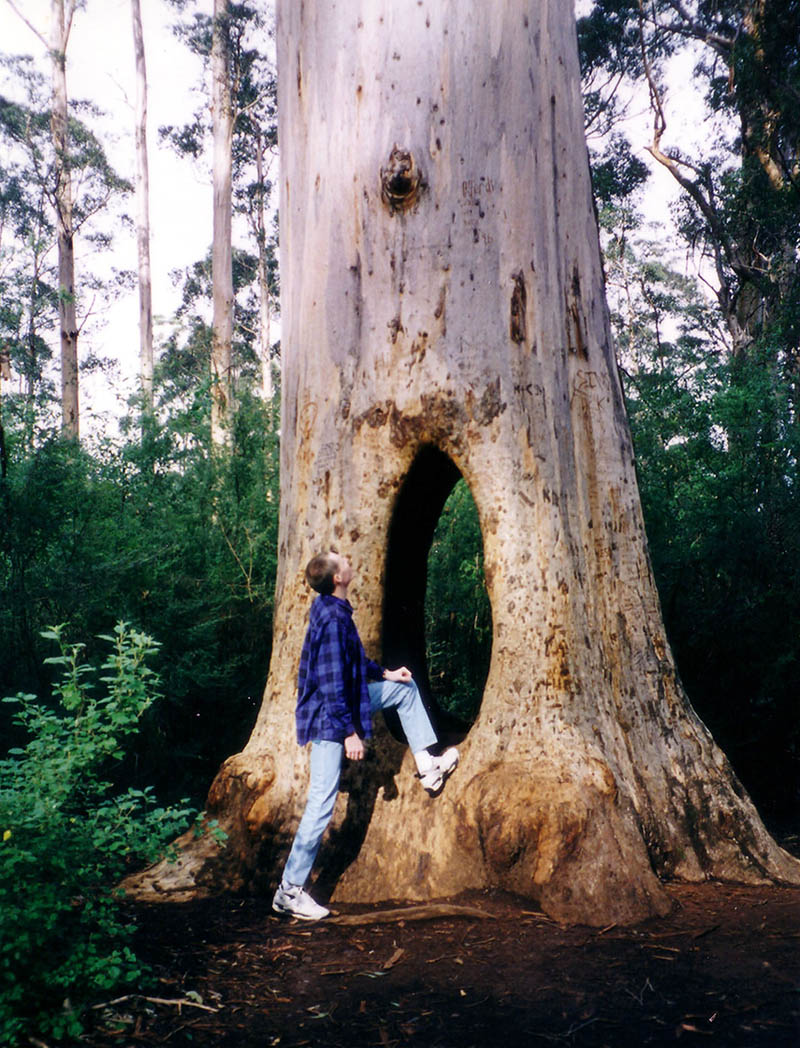
"Walk Through Karri" atracció turística, Beedelup National Park.

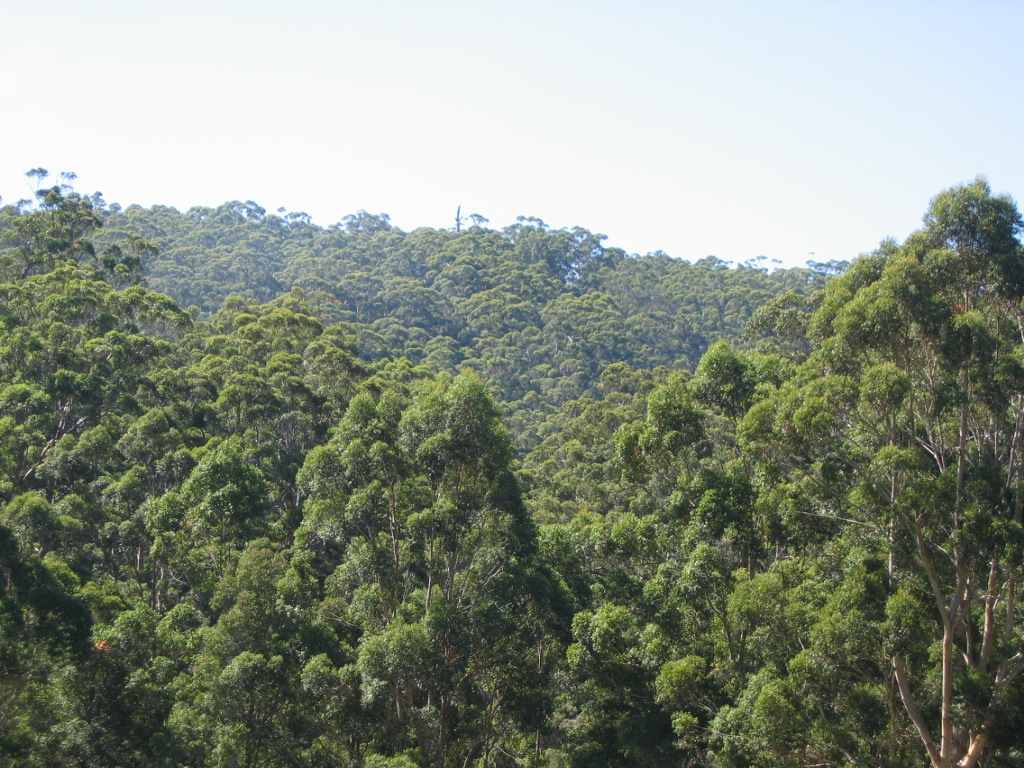
Al seu hàbitat

La seva fusta té un bell color caoba, més clara que l'Eucalyptus marginata. Se'l fa servir extensivament a la indústria de la construcció, particularment en sostres i a causa de la longitud i naturalesa ininterrompuda lliure de nusos del tronc. Té la reputació de ser susceptible als tèrmits, però no és enlloc tan sensible a aquests insectes com el pi. També és una excel·lent fusta per a la construcció de mobles. La mel d'aquesta espècie és àmpliament sol·licitada pel seu color clar i delicat gust. El turisme a aquesta àrea es veu també afavorit per aquest arbre.

## Taxonomia
Eucalyptus diversicolor va ser descrita per Mueller i publicada a Fragmenta Phytographiæ Australiæ 3(fasc. 22): 131–132. 1863.

### Etimologia
- Eucalyptus: prové del grec kaliptos, "cobert", i el prefix eu-, "bé", en referència a l'estructura llenyosa que cobreix i dona protecció a les seves flors.[2]
- diversicolor: epítet llatí que significa "amb diversos colors".[3]

### Sinonímia
Eucalyptus colossea F. Muell.